# Brian Moynihan

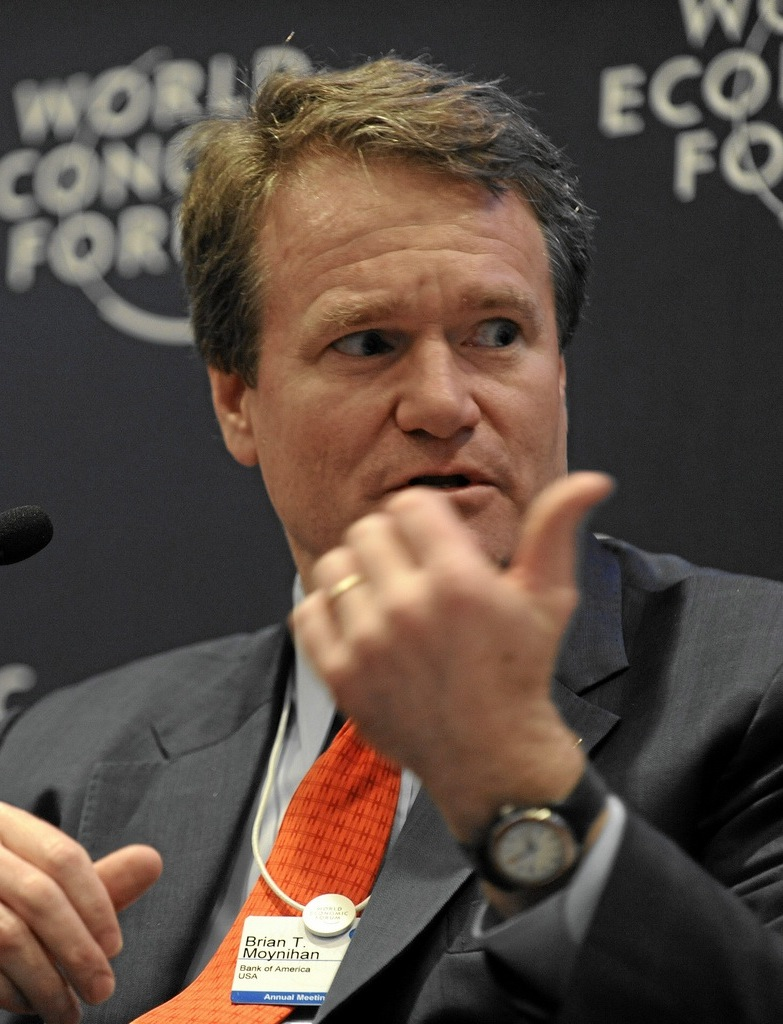
Brian Moynihan, Davos 2010

Brian Thomas Moynihan (* 9. Oktober 1959 in Marietta, Ohio) ist ein US-amerikanischer Manager.

## Leben
Moynihan wuchs in einer kinderreichen irisch-katholischen Familie in Marietta in Ohio auf.
An der Brown University und an der University of Notre Dame Law School studierte Moynihan Wirtschafts- und Rechtswissenschaften. Nach dem Studium arbeitete er zunächst bei Fleet Financial, einer Bank in Rhode Island. Nachdem diese Bank die Bank of New England und die Bank Boston übernommen hatte, wurde sie 2004 mit der Bank of America fusioniert.
Moynihan ist seit 2010 als Nachfolger von Ken Lewis Präsident und CEO des US-amerikanischen Unternehmens Bank of America.
Er verfolgt einen konservativeren Kurs als seine Vorgänger und versucht, mit einer Reihe von durchgreifenden Maßnahmen die Bank aus der Krise zu führen. So hat er im Juni 2011 eine Gruppe von Investoren, die von der Bank of America faule Hypotheken gekauft hatten, mit der sehr hohen Summe von 8,5 Milliarden Dollar entschädigt. Das Spitzenmanagement hat er umgebaut, den Investor Warren Buffett dazu gebracht, fünf Milliarden Dollar in die Bank zu investieren, Vermögen der Bank im Wert von 15 Milliarden Dollar verkauft und ein Sanierungsprogramm angekündigt, bei dem 30.000 Arbeitnehmer entlassen werden sollen.
Moynihan ist mit Susan E. Berry verheiratet und hat drei Kinder.